# Stadio Dyskobolia Grodzisk Wielkopolski
Lo stadio Dyskobolia Grodzisk Wielkopolski (in polacco Stadion Dyskobolii Grodzisk Wielkopolski) è uno stadio della città polacca di Grodzisk Wielkopolski di proprietà dello stato.
In esso sono state disputate le gare interne del Dyskobolia Grodzisk Wielkopolski, che ha militato nella massima divisione calcistica polacca dal 1999 al 2008, anno in cui si è fusa al Polonia Varsavia. Dal 2019 ospita le gare interne del Warta Poznań, dal momento che lo stadio degli zieloni, situato in Droga Debińska a Poznań non presentava tutte le misure a norma per disputare i campionati di seconda e prima divisione.

## Partite della nazionale
La nazionale di calcio polacca ha disputato un incontro nello stadio di Grodzisk Wielkopolski:
| Data            | Tempo (CET) | Squadra #1 | Ris.  | Squadra #2  | Spettatori |
| --------------- | ----------- | ---------- | ----- | ----------- | ---------- |
| 9 febbraio 2005 | 20:45       | Polonia    | 1 - 3 | Bielorussia | 3 500      |